# سیانوریک اسید
سیانوریک اسید (به انگلیسی: Cyanuric acid) با فرمول شیمیایی C۳H۳N۳O۳ یک ترکیب شیمیایی با شناسه پاب‌کم ۷۹۵۶ است. که جرم مولی آن ۱۲۹٫۰۷ g/mol می‌باشد. شکل ظاهری این ترکیب، پودر بلورین سفید است. سيانوريك اسيد، به عنوان پايدار كننده كلر در استخرها مورد استفاده قرار مي گيرد پتروشیمی خراسان از سال 96 از دور ریز تولید خط ملامین این ماده را در ایران تولید میکند.